# غريغ ريتر
غريغ ريتر (بالإنجليزية: Greg Ritter)‏ هو سائق سباق أسترالي، ولد في 20 فبراير 1973.